# Devlet I Giray
Devlet I Giray (1512 – 1577) fu khan di Crimea dal 1551 al 1577.
Nel 1572 assediò Mosca, ma fu cacciato dallo zar russo Ivan IV il Terribile.

## Regno
Durante il regno del suo predecessore, Sahib I Giray, Devlet Giray visse a Costantinopoli, dove si guadagnò il favore del Sultano ottomano Solimano il Magnifico. Con l'aiuto degli Ottomani, Devlet Giray fu insediato come signore del Khanato di Crimea nel 1551. È ricordato come un politico abile e ambizioso, in grado di rafforzare sempre la sua posizione, cercando di ritagliarsi una precisa autonomia rispetto alla Sublime porta.
Realizzò con successo assieme all'Impero ottomano lo scavo di un canale che univa il Volga e il Don, che rafforzò comunque l'influenza turca sulla Crimea. Con un potente esercito a sua disposizione, Devlet Giray combatté costantemente i suoi vicini, legati alla Russia. I suoi raid del 1555 e del 1571 furono particolarmente devastanti per il Principato di Mosca ma infine subì una grave sconfitta nella battaglia di Molodi del 1572.
Il fine principale delle sue campagne belliche era l'annessione di Kazan' e Astrachan', conquistate dai Russi negli anni precedenti. I tentativi di Devlet Giray fallirono ma egli riuscì a imporre un tributo annuale ad alcune realtà russe e ucraine che erano stanziate nel meridione.